# لسان بحري
اللسان هو جسر أو حافة صخرية أو رملية منخفضة السطح تتصل باليابس عند طرف منها وينتهى طرفها الآخر في المياه العميقة.